# Morais Leitão
A Morais Leitão — cuja firma completa é Morais Leitão, Galvão Teles, Soares da Silva & Associados — é uma sociedade de advogados portuguesa. 
Constituída em Lisboa no ano de 1993, resulta da fusão entre a João Morais Leitão & Associados, sociedade tendo como sócio principal João Morais Leitão, e a J. Galvão Teles, Bleck, Pinto Leite & Associados, tendo como sócios principais José Manuel Galvão Teles, Jorge Bleck e António Pinto Leite. Em 2004 incorporava também a Miguel Galvão Teles, João Soares da Silva & Associados, de Miguel Galvão Teles e João Soares da Silva. 
Integrou, nas últimas décadas, como sócios ou consultores, a ex-Ministra Assunção Cristas e o ex-Secretário de Estado Paulo Núncio. 
Nos últimos anos, conta-se entre as suas principais operações, a privatização da EDP. Na área do desporto, salienta-se, por exemplo, a assessoria na transferência de Cristiano Ronaldo para a Juventus Football Club.
De resto, a sociedade vem sendo, por muitos anos, líder de faturação em Portugal. 